# الرقابة في كوبا
الرقابة في كوبا هي قضية الاتهامات التي وجهتها ضد كوبا العديد من المنظمات والمجموعات الأجنبية والقادة السياسيين. دفعت الاتهامات الاتحاد الأوروبي إلى فرض عقوبات منذ عام 2003 حتى عام 2008 وأيضًا بيانات احتجاج من تجمعات وحكومات وشخصيات بارزة.
احتلت كوبا مرتبة متدنية على مؤشر حرية الصحافة التابع لمنظمة مراسلون بلا حدود منذ عام 2002، السنة التي أنشئ فيها المؤشر (المرتبة 134 من أصل 139) حتى اليوم (المرتبة 169 من أصل 180 في عام 2015). في عام 2006، أشارت جماعة الضغط رابطة الصحافة في الأمريكيتين إلى «القمع ضد الصحفيين المستقلين والمراسلين السجناء واستمرار المراقبة شديدة الصرامة من قبل الحكومة التي تحد من إمكانية وصول السكان إلى مصادر بديلة للمعلومات».
في السابق، كانت الكتب والصحف والقنوات الإذاعية والقنوات التلفزيونية والأفلام والموسيقى تخضع لرقابة شديدة وكانت الطباعة السرية محظورة بشدة. وحتى السنوات الأخيرة، كان الاتصال بالإنترنت محدودًا بالنسبة للغالبية الساحقة من الكوبيين وكانت الهواتف النقالة نادرة جدًا، إذ كان من غير المسموح لمعظم المواطنين استخدامها. في السنوات الأخيرة، تغيرت الأوضاع في هذا الشأن مع امتلاك الكوبيين لفرصة اتصال سهل «لكنه كان مرتفع التكلفة أغلب الأحيان» بالإنترنت والحصول على هواتف نقالة مع حدوث تصفية واضحة.
وكانت الحكومة تختار الصحفيين الأجانب الذين كان بإمكانهم أن يعملوا في البلاد.
وكانت وسائل الإعلام تعمل تحت مراقبة قسم التوجيه الثوري التابع للحزب الشيوعي الكوبي، الذي «يطور وينسق استراتيجيات البروباغندا».

## القوانين ومؤسسات الحكومة
ضمن الدستور الكوبي لعام 1961 الحرية الدينية وحرية الاعتقاد (المادة 8 والمادة 55)، وحرية الأفراد وكرامتهم التامة وحرية التعبير وحرية الصحافة (المادة 53) وحق التجمع والتظاهر والاجتماع (المادة 54). غير أن حرية التعبير وحرية الصحافة يجب أن تمارسا بصورة تتماشى مع أهداف المجتمع الاشتراكي ولا يمكن ممارسة أي من الحريات التي يضمنها الدستور للمواطنين ضد مبادئ الدستور والقوانين، ولا ضد وجود الدولة الاشتراكية وأهدافها، أو ضد قرار الشعب الكوبي ببناء الاشتراكية والشيوعية (المادة 62).
توجد المحاكم المدنية على مستوى المحكمة العليا والمحكمة الإقليمية ومحكمة البلدية. يقر الدستور الكوبي باستقلال السلطة القضائية، غير أن القضاء يخضع بشكل مباشر للجمعية الوطنية التي تستطيع تعيين القضاة أو خلعهم في أي وقت، ومن الناحية العملية تسيطر الاعتبارات السياسية على السلطة القضائية. تنعقد محاكمات خاصة لحالات سياسية («معادية للثورة») وحالات أخرى تعتبر حساسة على «أمن الدولة» وتنعقد خلف أبواب مغلقة.
تشتمل القوانين المتعلقة بالرقابة على:
- بند يتعلق بازدراء السلطة يعاقب أي مواطن «يهدد كرامة وهيبة السلطة أو المسؤولين العامين أو وكلائهم أو مساعديهم، أو يشهر بها أو يتعرض لها أو ينال من سمعتها أو يهينها أو يسيء لها، بالكلام أو بالكتابة». تتراوح مدة العقوبات بين 3 أشهر حتى عام في السجن، إضافة إلى غرامة. في حال أبدى المواطن ازدراءً لرئيس مجلس الدولة أو لرئيس الجمعية الوطنية للسلطة الشعبية أو لأعضاء مجلس الدولة أو مجلس الوزراء أو ممثلي الجمعية الوطنية للسلطة الشعبية، تتراوح مدة العقوبة بين عام و3 أعوام في السجن.
- تُنزل عقوبة ضد أي فرد «ينال علنًا من سمعة مؤسسات الجمهورية أو المنظمات السياسية أو الشعبية أو الاجتماعية أو أبطال الأمة وشهدائها، أو يحط من قدرهم أو يسخر منهم» تتراوح بين 3 أشهر وعام في السجن. ومن المحتمل أن ينزع هذا البند غير الدقيق شرعية مجرد التعبير عن عدم الرضى أو الخلاف مع سياسات وممارسات الحكومة.
- الطباعة السرية جريمة ضد النظام العام ويمكن الحكم على أي فرد «ينتج أو ينشر أو يدير توزيع المناشير دون أن يشير إلى المطبعة أو مكان الطباعة، أو دون أن يلتزم بالقواعد المعمول بها للتعرف على المؤلف أو الكاتب، أو ينتج أو يخزن أو ينقل» هذه المنشورات بمدة تتراوح بين 3 أشهر وعام في السجن.

توكل لوزارة الداخلية المهمة الرئيسية في مراقبة إبداء أي إشارات تمرد من قبل الشعب الكوبي. تخصص الوزارة منصبين مركزيين لهذا الهدف: المديرية العامة لاستخبارات مكافحة العدو، التي تشرف على قسم أمن الدولة، وتعرف أيضًا بالشرطة السياسية، والمديرية العامة للنظام الداخلي التي تشرف على وحدتي شرطة مع مسؤوليات مراقبة داخلية، الشرطة الثورية الوطنية وقسم التحقيق التقني.
امتدت الأنظمة المفردة للمراقبة والحماية إلى العديد من مؤسسات الدولة، بما في ذلك الحزب الشيوعي والشرطة وسجلات الاتصالات واتحادات نقابات العمال التي كانت تحت سيطرة الدولة والتجمعات الطلابية وأعضاء المنظمات الشعبية. وتدعو الحكومة المشرفين على الأنظمة المفردة للمراقبة والحماية إلى مراقبة وترهيب الناشطين المعارضين. ألوية العمل السريع هي جماعات من المدنيين المنظمين من قبل الحكومة تراقب المعارضين وتبقيهم تحت السيطرة.
يهدد موظفو الهجرة والإسكان الناشطين بالنفي القسري وخسارة منازلهم أو بفرض غرامات عليهم. وثمة مراقبة للولاء السياسي في أماكن العمل وفي المدارس: ويحتفظ بالملفات الأكاديمية والمهنية لكل مواطن والتي تسجل الأفعال أو البيانات المتعلقة بولاء الفرد، ويجب أن يعتبر سجل الفرد مقبولًا قبل أن يلتحق بمدرسة جديدة أو منصب جديد.
كان لدى كوبا 21 صحفيًا في السجن في عام 2008، الأمر الذي جعلها تحتل المرتبة الثانية بعد جمهورية الصين الشعبية فقط، وفقًا للجنة حماية الصحفيين، وهي منظمة غير حكومية. بحلول شهر ديسمبر من عام 2011 انخفض هذا الرقم إلى 0، على الرغم من أن العديد من السجناء أرسلوا إلى منفى قسري مقابل حريتهم. إلا أن الصحفيين بقوا تحت خطر السجن أو عقوبات أخرى في حال انخراطهم في تحريات أو تعليقات مستقلة. ما تزال الحكومة الكوبية تستخدم الاعتقال التعسفي والاحتجاز قصير الأمد لتقييد حرية التجمع والتعبير. بحلول عام 2012 تعرض صحفيون للسجن مرة أخرى، وفي تلك السنة طالبت منظمة العفو الدولية بإطلاق سراح الصحفيين الكوبيين الذي سجنوا بسبب استماعهم لموسيقى الهيب هوب، وأشارت إلى أن «القمع شديد في كوبا كما كان في أي وقت».
في السنوات الأخيرة، احتجز العديد من الصحفيين الكوبيين أو تعرضوا لمضايقات بسبب تغطيتهم لقضايا عديدة مثل «محاكمة ثنائي متدين من غوانتانامو كانا قد طالبا بتعليم منزلي لأولادهم، وهو أمر ممنوع على الجزيرة» ولإبلاغهم عن قضايا سببها وباء فايروس كورونا. وتعرضت الحكومة الكوبية أيضًا لاتهامات من قبل منظمة هيومان رايتس ووتش الدولية باستخدام الوباء ل «مضايقة النقاد وسجنهم».

## وسائل الإعلام والثقافة
ينصح الكوبيون بعدم الاستماع إلى القنوات المستقلة والخاصة والأجنبية. في عام 1963، أصبحت كوبا عبر استخدام معدات مقدمة من قبل السوفييت أول أمة في نصف الكرة الغربي تشوش على القنوات الإذاعية، وكان الهدف الواضح المحطات المعادية لكاسترو في الولايات المتحدة الأمريكية. في السابق، منع على الكوبيين قراءة الكتب أو المجلات أو الصحف ما لم تكن قد وافقت على عليها الحكومة أو نشرت في السابق.
قبل النظام الشيوعي، كانت هافانا تضم 135 دار سينما، وهو رقم أكبر من أرقام نيويورك أو باريس. في حين لم يبق اليوم سوى أقل من 20 دار مفتوحة، على الرغم من تضاعف عدد سكان المدينة.
أقام النظام الشيوعي أسلوبًا للسيطرة على السينما في كوبا، وكان إلزاميًا أن تخضع جميع الأفلام إلى رقابة من قبل المعهد الكوبي للفن وصناعة السينما قبل العرض أو البث. في السنوات الأخيرة، مع ظهور أساليب بديلة في صناعة الأفلام، ووفقًا لمتحف الفن الحديث «تزايدت بصورة سريعة قائمة الأعمال الممنوعة أو الخاضعة للرقابة».
في عام 1993، جرت محاولة للمرة الأولى لإنشاء نظام وهيكلية رسمية لنقل الأخبار لم تكن الحكومة قد وافقت عليه. قاد هذه الجهود لإنشاء وكالة إخبارية منظمة ومستقلة وغير خاضعة للرقابة الناشط الكوبي في حقوق الإنسان ورئيس الحركة الديمقراطية المسيحية الكوبية في تلك الآونة خيسوس بيرموي. وبدأت بصورة رسمية في شهر مايو من ذلك العام مع تشكيل أعضاء العمل الديمقراطي المدني، الذي كان مجموعة مظلة لنحو 20 منظمة معارضة لكاسترو، تحالفًا مع رابطة الصحفيين الكوبيين المستقلين. إلا أن هذه الجهود فشلت في نهاية المطاف. 
في شهر أكتوبر من عام 1994، أدين 5 أشخاص «معادون للثورة» بالتمرد وحكم على كل منهم بالسجن ل 10 أعوام. وصف القضاة أعمال المجموعة بأنها غير عنيفة، غير أنهم وجدوا أنهم كانوا قد حضروا مطالبات بتغيير في الأنظمة السياسية والاجتماعية والاقتصادية للبلاد ووزعوها، مستشهدين بالإعلان العالمي لحقوق الإنسان. ووصفت المحكمة الإعلان العالمي لحقوق الإنسان والتنديد بانتهاكات حقوق الإنسان في كوبا على أنها بروباغندا معادية للثورة.